# Ayrarat
L'Ayrarat ou Aïrarat (en arménien Այրարատ) est une ancienne province du royaume d'Arménie selon le géographe arménien du VIIe siècle Anania de Shirak. Il couvre des régions actuellement situées en Turquie et en Arménie, avec notamment les villes d'Artachat, d'Etchmiadzin et de Dvin.

## Districts

Les quinze provinces de l'Arménie historique, avec l'Ayrarat au centre.

La province se compose de vingt-deux districts ou cantons (gavar, գավառ) :
- Basean / Basēn (Բասեն) ;
- Gabełeank’ (Գաբեղեանք) ;
- Abełeank’ (Աբեղեանք) ;
- Hawnunik’ (Հավնունիք) ;
- Aršarunik’ (Արշարունիք) ;
- Bagrewand (Բագրևանդ) ;
- Całkotn (Ծաղկոտն) ;
- Vanand (Վանանդ) ;
- Širak (Շիրակ) ;
- Aragacotn (Արագածոտն) ;
- Čakatk’ (Ճակատք) ;
- Maseac’otn (Մասյացոտն) ;
- Kogovit (Կոգովիտ) ;
- Ašoc’k’ (Աշոցք) ;
- Nig (Նիգ) ;
- Kotayk’ (Կոտայք) ;
- Mazaz (Մազազ) ;
- Varažnunik’ (Վարաժնունիք) ;
- Ostan Hayoc’ (Ոստան Հայոց) ;
- Urcajor (Ուրծաձոր) ;
- Arac / Aracoy Kołmn (Արած) ;
- Šarur Dašt (Շարուր Դաշտ).